# 雇用許可制度
雇用許可制度(こようきょかせいど、Employment Permit System)は、雇用主が必要な外国人人材を申請して政府が海外から就業ビザを受けて入国する外国人を選別して連結することで合法的な外国人労働者雇用のために用意された韓国の労働制度。

## 区分
雇用許可制度は一般雇用許可制度と特例雇用許可制度に区分されている。英文で一般雇用許可制度は「General Employment Permit System」、特例雇用許可制度は「Exceptionally Permissible Employment Permit System」と称する。
また、この制度の対象者は大韓民国の入国において使われる査証の違いがあるが、一般雇用許可制による労働者は非専門就職(E-9)査証、特例雇用許可制による査証は訪問就業(H-2)査証が使われる。

## 一般雇用許可制度

### 対象
大韓民国政府が了解覚書を締結した国の外国人のうち、韓国語試験および健康診断などの手続きを経て求職登録をした者を対象にする。

### 送出国
事業主の選好度、送出過程の透明性、事業場離脱率、外国人勤労者の帰国担保可能性、外交的、経済的影響力などを考慮して送出候補国家を選定し候補国に対する現地調査を通じて各国の雇用安定、人材送出のインフラを把握し外国人材政策委員会で最終的に送出国を決定する。
送出国の一覧は下記の通りであり、韓国政府が了解覚書を締結した国の順だ。
- フィリピン
- モンゴル
- スリランカ
- ベトナム
- タイ
- インドネシア
- ウズベキスタン
- パキスタン
- カンボジア
- 中華人民共和国
- バングラデシュ
- ネパール
- キルギス
- ミャンマー
- 東ティモール
- ラオス

## 特例雇用許可制度
中国と旧ソ連構成国(ロシアなど)で　外国国籍の朝鮮民族系の同胞を対象としており、この制度による労働者は訪問就業(H-2)査証で韓国国内の事業場で勤務する。 この朝鮮民族系の同胞は下記の通りである。
- 朝鮮族、高麗人など朝鮮民族で派生した民族の中国国籍者及び旧ソ連構成国国籍者
- 大韓民国から中国または旧ソ連構成国に帰化した朝鮮系中国国籍者または旧ソ連構成国国籍者

## この制度の問題点
雇用許可制度の問題点は一般雇用許可制度による送出国国籍の移住労働者の立場から見た時、事業場変更と回数の制限による問題点だ。 送出国国籍の労働者の事業場変更が規定する理由がある場合などに限って例外的に変更が許され、事業主の同意を得なければならない。 これもまた、初めて雇用許可制による就職後3年間で3回の制限があり、雇用許可延長による期間である1年10ヶ月は2回の制限があるということだ。
雇用許可制度の期間と事業場変更制限規定が国際労働機関の強制労働条約によれば強制労働に分類されるという問題があり、韓国の労働者団体で雇用許可制度を廃止しなければならないという声があり、韓国の二大労働組合(韓国労働組合総連盟・全国民主労働組合総連盟)もまた「移住労働者の事業場変更自由化を施行し強制労働を禁止しなければならない」と要求した。